# Haplopelma vonwirthi
Haplopelma vonwirthi är en spindelart som beskrevs av Schmidt 2005. Haplopelma vonwirthi ingår i släktet Haplopelma och familjen fågelspindlar. Inga underarter finns listade i Catalogue of Life.